# Bernardino Rodríguez Gallardo
Bernardino Rodríguez Gallardo, también como Bernardino Rodríguez de Sevilla, (¿? - Salamanca, 11 de junio de 1646) fue un compositor y maestro de capilla español.

## Vida
Se desconoce donde nació y se formó el maestro Rodríguez.
Se sabe que antes de acudir a Salamanca, Bernardino Rodríguez Gallardo era «maestro de seises» de la Catedral de Sevilla, tal como aparece en las actas capitulares salmantinas. En las actas capitulares de la metropolitana de Sevilla aparece un «Bernardino Rodríguez» mencionado el 17 de junio de 1639 que pudiera tratarse de este:

Y assi mismo dio este dia el Cav. licencia a Bernardino Rodriguez ministril para que haga ausencia de Sevilla por dos meses, y que aya de usar la dicha licencia despues de la octava del corpus.
Actas capitulares de la Catedral de Sevilla, 17 de junio de 1639, fol. 172v.

Las primeras noticias documentadas que se tienen de él son de sus oposiciones en Salamanca. El maestro Francisco Duruelo Benito había abandonado su magisterio en la Catedral de Salamanca en 1637, aprovechando una licencia que se le había concedido y se hizo fraile en Sahagún. Entretanto, parece que la responsabilidad recayó sobre Pedro Manrique, que en 1639 partía al magisterio vecino de la Catedral de Zamora. Se nombró al racionero Juan Moreno como maestro interino, pero no debía ser muy adecuado para el cargo ya que los mozos del coro «andaban distraídos y no había quien los enseñase ni cuidase dellos». El 16 de mayo de ese mismo año el cabildo salmantino decidía declarar el magisterio vacante y poner edictos convocatorios con un plazo de 60 días. El 8 de julio se decidió no llamar a maestros externos, por no ser necesario, y se encargó como jurado de las pruebas a Roque Martínez, maestro, y al prebendado organista Hernando de Herrera. Se encargó a los jueces que hiciesen «un tercio», para que los opositores realizasen la cuarta voz, así como que pusiese música a unos textos escritos a propósito.
El 28 de julio comenzaron los ejercicios, a los que se presentaron, además de Rodríguez, en ese momento «maestro de seises» de la Catedral de Sevilla, Juan Rubión, maestro de la Catedral de Coria, y Diego de Baldarze o Valdaze, maestro de la Catedral de El Burgo de Osma. El 3 de agosto se reunió el cabildo para oír el dictamen de los jueces y realizar la votación definitiva para el cargo: Rodríguez obtuvo veinticinco votos, Rubión doce y Balarze siete. Seguidamente Rodríguez tomó posesión del cargo.
Durante su magisterio, el cabildo revisó los salarios de los músicos de la capilla, siendo beneficiado el mismo maestro con la subida: durante el segundo tercio del año se decidió que cobrase 100 reales y dos fanegas de trigo al mes por su prebenda. Por lo demás, ejerció las responsabilidades habituales de los maestros de capilla, incluida la composición de la música en las fiestas de Navidad y el Corpus, para las que recibió las correspondientes licencias para componer y en 1639 una remuneración adicional de 15 reales.
También estuvo activo en otras instrucciones de la ciudad, como el convento de Santa María de las Dueña, donde tuvo algunos problemas con un cantor y un ministril de la capilla, que le faltaron al respeto.
Falleció en Salamanca, en el cargo, el 11 de junio de 1646.

## Obra
En la Catedral de Salamanca solo se conserva la particela del tiple del segundo coro de un Laudate Dominum.